# Pfarrkirche Engelhartszell

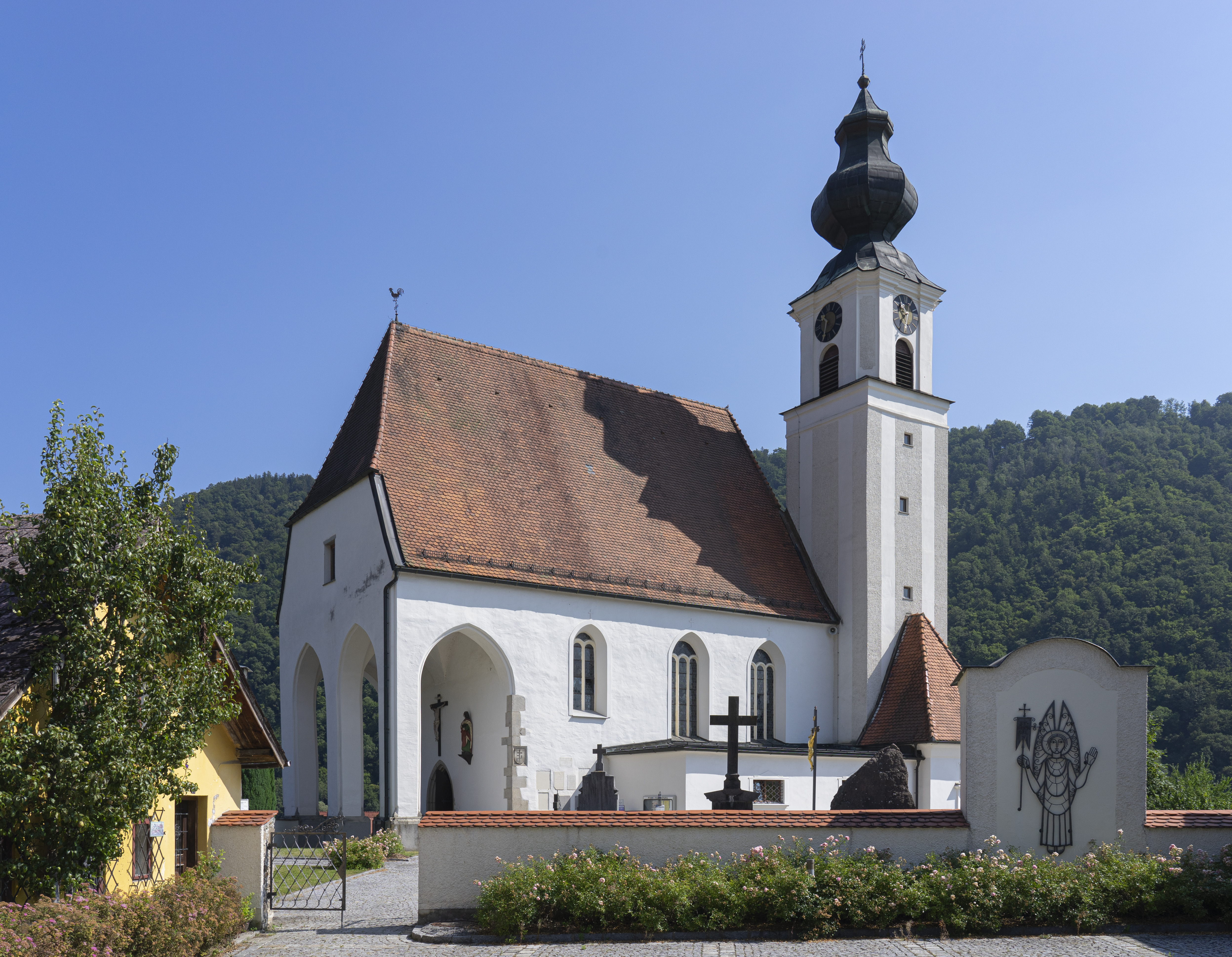
Kath. Pfarrkirche Mariä Himmelfahrt in Engelhartszell

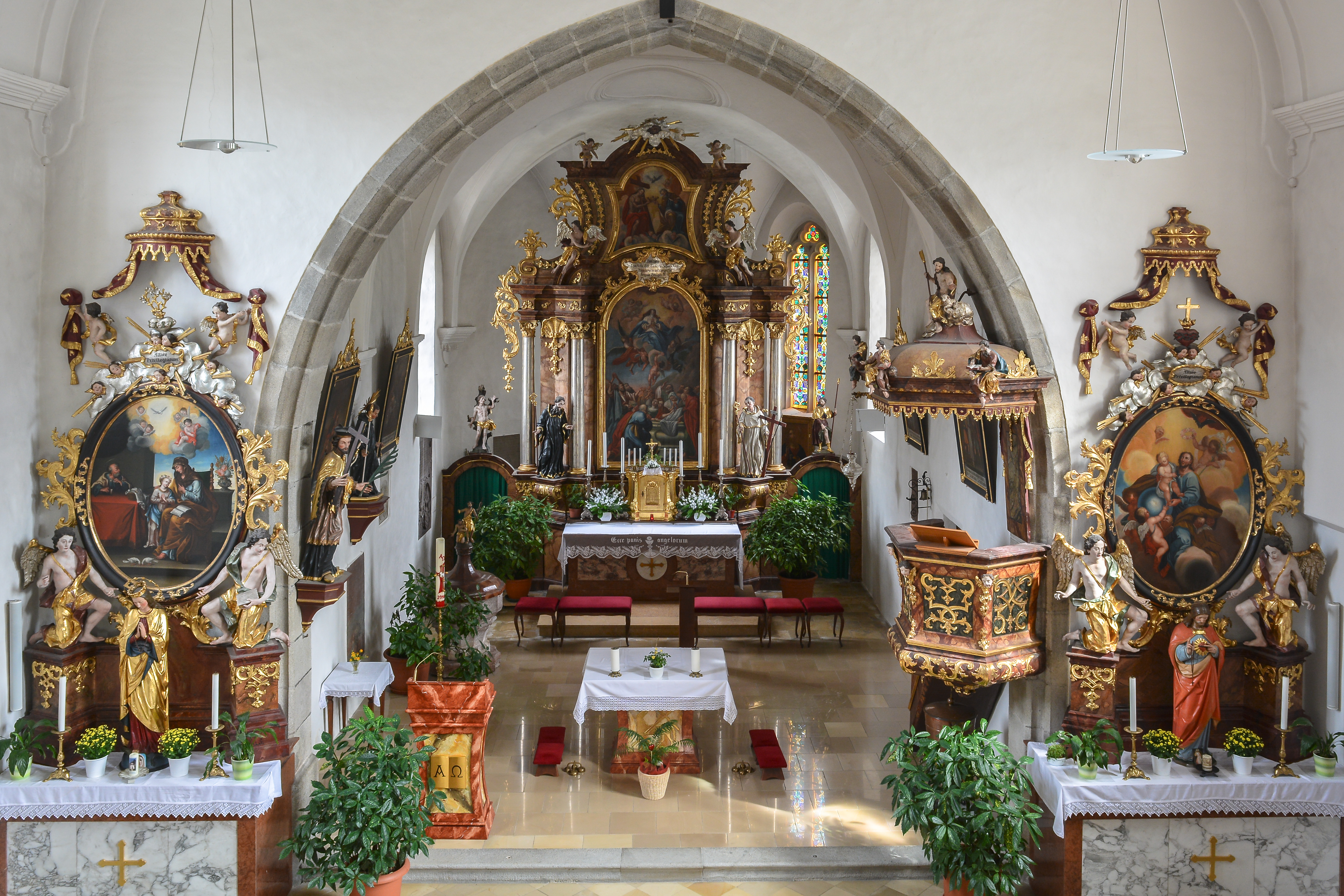
Innenansicht, Hauptaltar mit zwei Seitenaltären und Kanzel

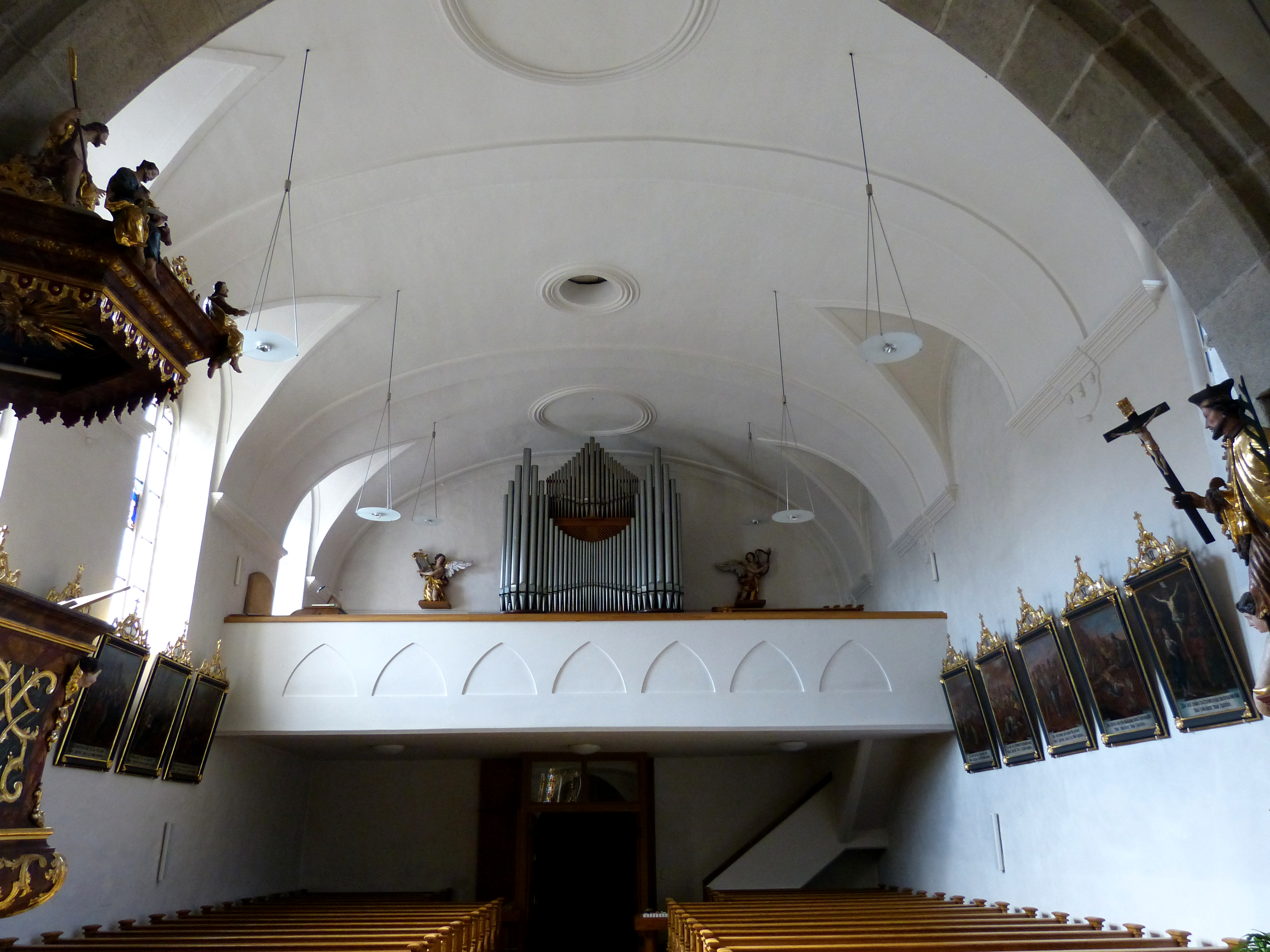
Ansicht der Orgelempore (2015)

Die römisch-katholische Pfarrkirche Engelhartszell steht im Ort Engelhartszell in der Marktgemeinde Engelhartszell im Bezirk Schärding in Oberösterreich. Die auf Mariä Himmelfahrt geweihte Kirche gehört zum Dekanat Peuerbach in der Diözese Linz. Die Kirche und der Friedhof stehen unter Denkmalschutz.

## Geschichte
Eine Kirche wurde 1194 urkundlich genannt. Der gotische Kirchenbau aus 1459 wurde im 17. Jahrhundert barockisiert.

## Architektur
An das einschiffige dreijochige Langhaus unter einem Stichkappentonnengewölbe schließt ein eingezogener dreijochiger Chor mit einem Dreiachtelschluss an. Der Fronbogen und das Gewölbe des Chores sind gotisch, die Rippen sind entfernt. Der Turm im südlichen Chorwinkel trägt einen Zwiebelhelm. Die ganze Westseite nimmt eine stichkappentonnengewölbte Vorhalle mit einem hohen wirkungsvollen Rundbogen ein.

## Ausstattung
Der Hochaltar, die Seitenaltäre und die Kanzel sind aus dem zweiten Viertel des 18. Jahrhunderts. Die barocken Kreuzwegbilder sind in barocken Rahmen. Das Taufbecken ist spätgotisch. In der westlichen Vorhalle stehen die Figuren Maria und Johannes von einer gotischen Kreuzigungsgruppe um 1500, der Gekreuzigte ist aus der Mitte des 18. Jahrhunderts.
Hendrik Ahrend baute im Jahr 2017 eine Orgel im norddeutschen Barockstil. Das Instrument verfügt über 13 Register, die auf zwei Manuale und Pedal verteilt sind.
Es gibt Grabsteine aus dem 16. bis 18. Jahrhundert. Es gibt eine Glocke um 1400.